# Gornje Primišlje
Gornje Primišlje is een plaats in de gemeente Slunj in de Kroatische provincie Karlovac. De plaats telt 18 inwoners (2001).